# Landingsstrook

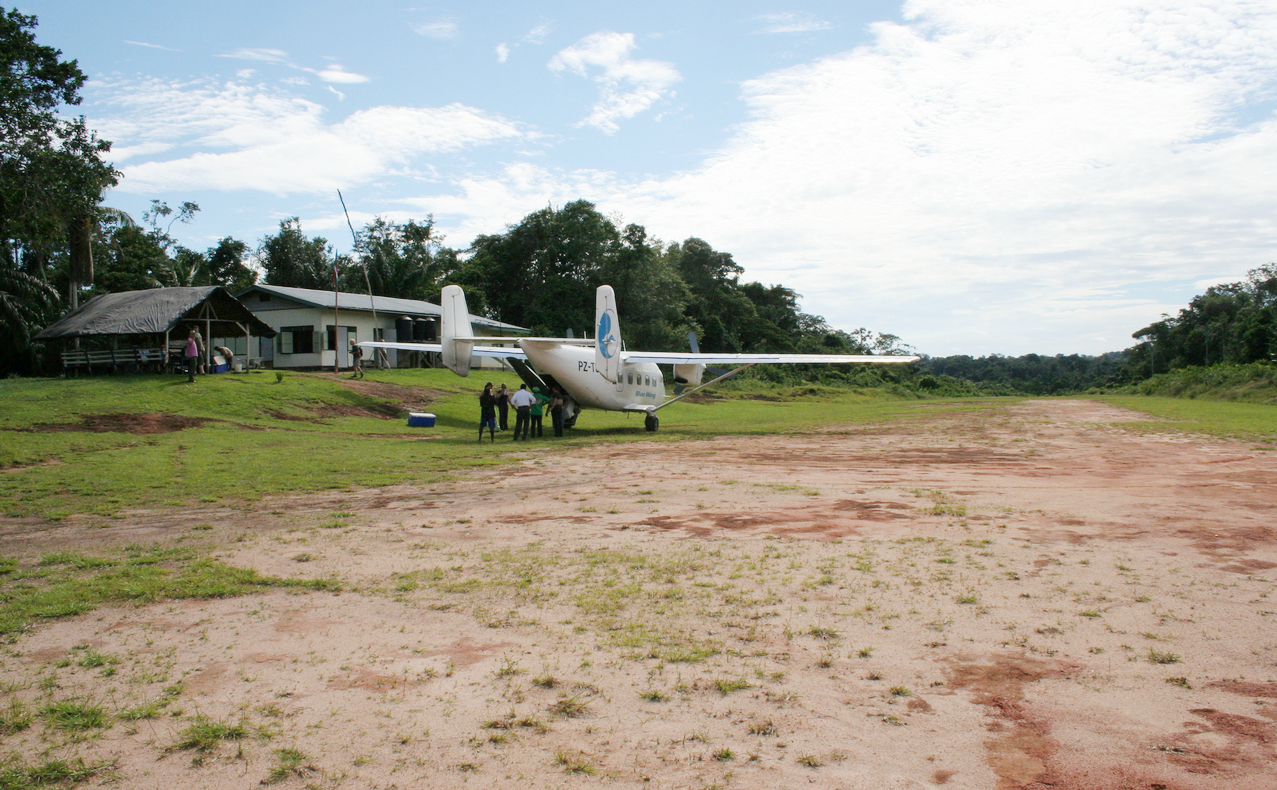
De airstrip op Fungu-eiland, Suriname

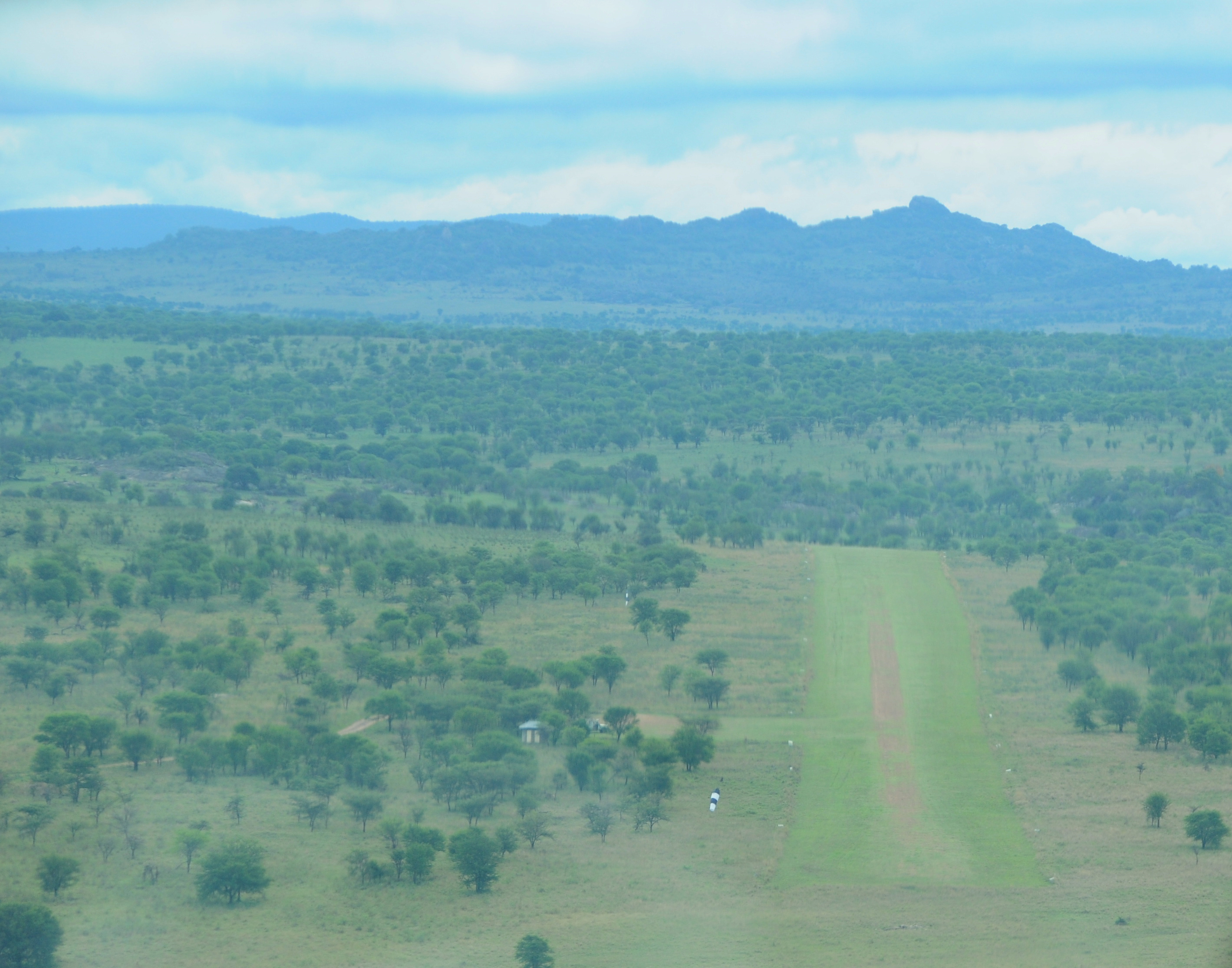
De airstrip bij Loliondo, Kenia, gezien vanuit de lucht

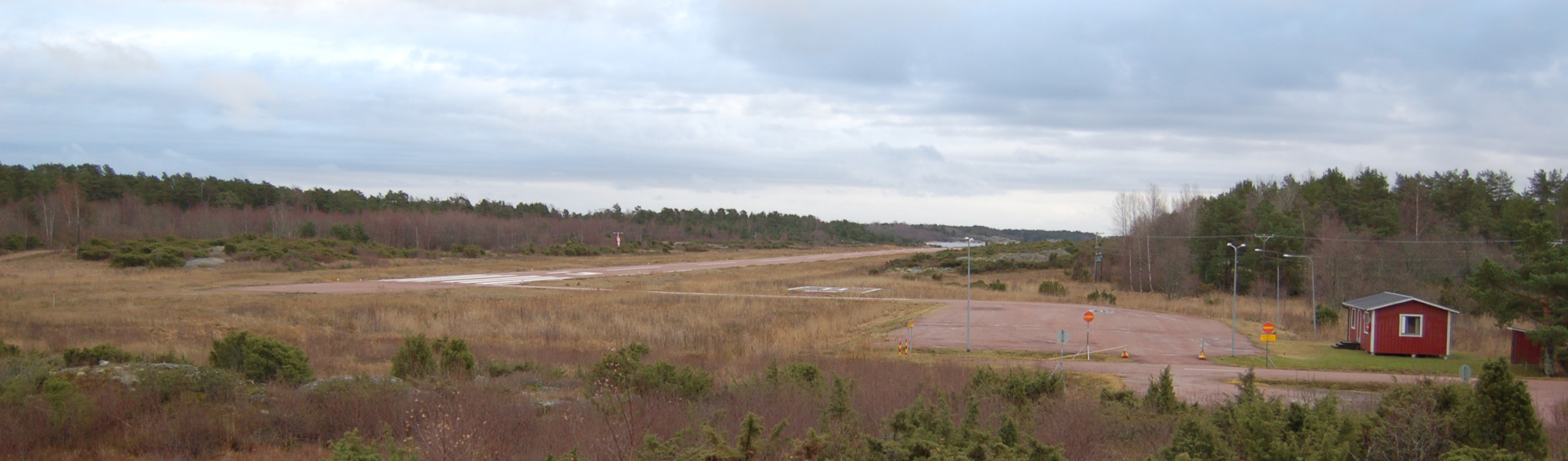
De landingsstrook van Kumlinge, een eiland van Åland

Een landingsstrook, vliegstrip of landingsstrip, in het Engels airstrip, is een al dan niet verharde vlakke strook grond die gebruikt kan worden als start- en landingsbaan voor vliegtuigen.
Een landingsstrook heeft, in tegenstelling tot een vliegveld, geen of nauwelijks faciliteiten. Hooguit is er een mogelijkheid om brandstof te tanken. Bij het opereren vanaf een landingsstrook kunnen ongelijk terrein en obstakels in de aan- of uitvliegstrook een belemmering of gevaar veroorzaken. 
Soms wordt er gebruik gemaakt van radiotelefonie, maar meestal is er geen luchtverkeersleiding en zijn er geen hulpmiddelen zoals een visual approach slope indicator. De nadering en vertrek vanaf een landingsstrook gebeurt dan ook op zicht. 
Een landing of een start uitvoeren op een landingsstrook vergt daardoor een grote kundigheid van de piloot vooral omdat de baanlengte meestal beperkt is en er geen visuele hulpmiddelen zijn om met de juiste baanhoek aan te vliegen. Ook de bodemconditie van de landingsstrook is vaak van mindere kwaliteit, bijvoorbeeld (hoog) nat gras, dat kan leiden tot een slechtere acceleratie bij de start of slechtere deceleratie na de landing.
Landingsstroken bevinden zich meestal in afgelegen en vaak dun bevolkte gebieden, zoals ontwikkelingslanden, eilanden en afgelegen stations in de Australische outback. Soms worden dergelijke stroken tijdelijk aangelegd, bijvoorbeeld om bouwmaterialen aan te kunnen voeren op onherbergzame locaties, of in tijd van rampen of oorlog, voor het aanvoeren van materiaal en voor het evacueren van vluchtelingen. Een landingsstrook kan worden gebruikt om een noodlanding te maken indien er geen ander geschikt vliegveld in de buurt is.